# Ruud Adrianus Jolie
Ruud Adrianus Jolie (Født Rudolf Adrianus Jolie 19. april 1976 i Tilburg, Holland) er hovedguitarist i det hollandske goth metal-band Within Temptation.

## Diskografi
- The Outsidaz 2001		The Outsidaz
- Attacks When Provoked 	 	 2002		Lieke
- All in Hand 				 2002		Rosemary’s Sons
- Mother Earth Tour Live CD 		2002		Within Temptation
- Luidkeels 				 2003		Vals Licht
- Running Up That Hill	 	2003		Within Temptation
- The Silent Force 			2004		Within Temptation
- Woensdag Soundtrack				2004		Asura Pictures
- The Silent Force Tour Live CD			2005		Within Temptation

1. ↑  Navnet er anført på engelsk og stammer fra Wikidata hvor navnet endnu ikke findes på dansk.